# Imafa
 (juin 2020).
Albums de Akosh S. Unit
Omeko
(1998)
Imafa est un album studio du groupe de jazz Akosh S. Unit, mené par le saxophoniste free jazz hongrois Akosh Szelevényi, sorti en 1998 sur le label Barclay. Il constitue un diptyque avec Omeko, sa version live.

## Liste des titres
Toutes les chansons sont écrites et composées par Akosh Szelevényi.
| 1.    | Alap      | 2:25  |
| 2.    | Paprika   | 10:19 |
| 3.    | Értelem   | 5:01  |
| 4.    | Ezenkívül | 13:20 |
| 5.    | Keserves  | 3:14  |
| 6.    | Só        | 5:58  |
| 7.    | Kaval     | 3:39  |
| 8.    | Ketten    | 5:05  |
| 9.    | Addigis   | 4:38  |
| 10.   | Azértis   | 11:33 |
| 11.   | 8         | 1:03  |
| 66:16 |           |       |

## Membres du groupe
- Akosh Szelevényi : saxophones (alto, soprano), clarinette basse, kaval, flûtes, trompette, gardon, sansa, percussion, voix, jug, xylophone
- Joe Doherty : violon, violoncelle, saxophone alto, clarinette basse, flûte.
- Bob Coke : sarod, jug, kalimba, shell-trumpet, percussion
- Bertrand Cantat : chant, cloches tibétaines, harmonica, percussion.
- Bernard Malandain : contrebasse
- Philippe Foch : percussions, batterie algérienne, djembé, cymbales, gongs, cloches, kalimba, chimes, bass drum